# Завентем
За́вентем (нидерл. Zaventem; ранее также Saventhem или Saventham, брабантский диалект: Zovvetoem, Зоветум) — коммуна в Бельгии, в провинции Фламандский Брабант.

## Общие сведения
Расположен к востоку от Брюсселя. Площадь — 27,62 км². С 1977 включил в себя коммуну и город Синт-Стевенс-Волюве. Население Завентема — 31 760 чел. (2015 г.), из которых до 40 % — франкофоны, но единственный официальный язык коммуны — нидерландский. 16,98 % жителей — иностранцы. Основное предприятие коммуны — Брюссельский аэропорт. Уровень безработицы в коммуне — 6,62 % (2013).